# Antigua Línea 4 (TUVISA)
El acorde de 7ª de dominante en 3ª inversión, unía el centro de la ciudad con el barrio obrero de Zaramaga.

## Características
Esta línea conectaba al centro de Vitoria con el cercano barrio de Zaramaga.
La línea dejó de estar en funcionamiento a finales de octubre de 2009, como todas las demás antiguas líneas de TUVISA, cuándo el mapa de transporte urbano en la ciudad fue modificado completamente.

### Frecuencias
| de lunes a viernes laborables |        |
| de 7:15 a 22:15               | 15 min |
| sábados laborables            |        |
| de 7:15 a 22:15               | 15 min |
| domingos y festivos           |        |
| de 8:15 a 23:15               | 30 min |
| laborables agosto             |        |
| de 7:15 a 22:15               | 30 min |
| sábados agosto                |        |
| de 7:15 a 23:15               | 15 min |
| domingos y festivos agosto    |        |
| de 8:15 a 22:15               | 30 min |

| de lunes a viernes laborables |        |
| de 7:00 a 22:15               | 15 min |
| sábados laborables            |        |
| de 7:00 a 22:15               | 15 min |
| domingos y festivos           |        |
| de 8:00 a 23:00               | 30 min |
| laborables agosto             |        |
| de 7:00 a 22:00               | 30 min |
| sábados agosto                |        |
| de 7:00 a 23:15               | 15 min |
| domingos y festivos agosto    |        |
| de 8:00 a 22:00               | 30 min |

## Recorrido
La Línea comenzaba su recorrido en la Catedral (Calle Monseñor Estenaga). Giraba a la derecha por Luis Henitz, para después acceder a Ramiro de Maeztu y Domingo Beltrán. Tras girar primero a la derecha por Cofradía de Arriaga y después a la derecha por el Portal de Arriaga, y seguidamente a la izquierda por Cuadrilla de Vitoria. Tras girar a la izquierda por Reyes de Navarra, llegaba a la Calle Zaramaga, la que abandonaba por Cuadrilla de Salvatierra y Cuadrilla de Laguardia. Tras un corto paso por Cuadrilla de Zuya, llegaba a la Calle Cuadrilla de Vitoria, donde se encontraba la parada de regulación horaria.
Tras retomar el recorrido y girar a la izquierda por Reyes de Navarra, llegaba a Portal de Villarreal, la cual le conducía hasta la Calle Francia y Calle Paz. Giraba a la derecha por la Calle Independencia, Calle General Álava y Calle Becerro de Bengoa llegaba al punto inicial de la línea.

## Paradas
| KBHFa |

| HST |

| HST |

| HST |

| HST |

| HST |

| HST |

| HST |

| HST |

| BHF |

| HST |

| HST |

| HST |

| HST |

| HST |

| HST |

| KBHFe |

| KBHFa |

| HST |

| HST |

| HST |

| HST |

| HST |

| HST |

| HST |

| HST |

| BHF |

| HST |

| HST |

| HST |

| HST |

| HST |

| HST |

| KBHFe |

| KBHFa |

| HST |

| HST |

| HST |

| HST |

| HST |

| HST |

| HST |

| HST |

| BHF |

| HST |

| HST |

| HST |

| HST |

| HST |

| HST |

| KBHFe |

| KBHFa |

| HST |

| HST |

| HST |

| HST |

| HST |

| HST |

| HST |

| HST |

| BHF |

| HST |

| HST |

| HST |

| HST |

| HST |

| HST |

| KBHFe |